# Ransford-Yeboah Königsdörffer
Ransford-Yeboah Königsdörffer, né le 13 septembre 2001 à Berlin en Allemagne, est un footballeur international ghanéen qui évolue au poste d'attaquant au Hambourg SV.

## Biographie

### En club
Né à Berlin en Allemagne, Ransford-Yeboah Königsdörffer est formé notamment par le Hertha Berlin, avant de rejoindre le Dynamo Dresde. Le 5 février 2020, il signe un nouveau contrat avec le Dynamo.
Le 31 octobre 2020, il se fait remarquer lors d'un match de championnat face au SV Meppen, en délivrant une passe décisive et en inscrivant son premier but en professionnel, participant ainsi à la victoire de son équipe par trois buts à zéro,. Avec cette équipe il parvient à remonter en deuxième division, le club étant sacré champion en 2020-2021.
Le 28 juin 2022, il s'engage pour quatre saisons en faveur du Hambourg SV.

### En sélection

#### Avec l'Allemagne
En août 2021, Ransford-Yeboah Königsdörffer est convoqué avec l'équipe d'Allemagne espoirs pour la première fois. Le 2 septembre 2021, il joue son premier match avec les espoirs, face Saint-Marin. Il entre en jeu en cours de partie, et son équipe s'impose sur le score de six buts à zéro.

#### Avec le Ghana
Königsdörffer fait ensuite le choix de représenter le Ghana. Lors de l'été 2022 il est annoncé que le joueur est désormais éligible pour représenter le pays de son père. Il est alors retenu pour la première fois avec l'équipe nationale du Ghana par le sélectionneur Otto Addo, honorant sa première sélection le 27 septembre 2022, à l'occasion d'un match amical face au Nicaragua. Il entre en jeu et son équipe l'emporte (0-1 score final).  Le 31 décembre 2023, il est retenu dans la liste des vingt-sept joueurs ghanéens sélectionnés par Chris Hughton pour disputer la Coupe d'Afrique des nations 2023.

## Statistiques
| Saison                | Club                  | Championnat           | Championnat | Championnat | Coupe(s) nationale(s) | Coupe(s) nationale(s) | Coupe régionale | Coupe régionale | Barrages | Barrages | Total | Total |
| Saison                | Club                  | Division              | M.          | B.          | M.                    | B.                    | M.              | B.              | M.       | B.       | M.    | B.    |
| 2019-2020             | Dynamo Dresde         | 2.Bundesliga          | 7           | 0           | -                     | -                     | -               | -               | -        | -        | 7     | 0     |
| 2020-2021             | Dynamo Dresde         | 3. Liga               | 32          | 7           | 2                     | 0                     | 1               | 1               | -        | -        | 35    | 8     |
| 2021-2022             | Dynamo Dresde         | 2.Bundesliga          | 30          | 5           | 2                     | 0                     | -               | -               | 2        | 0        | 34    | 5     |
| Sous-total            | Sous-total            | Sous-total            | 69          | 12          | 4                     | 0                     | 1               | 1               | 2        | 0        | 76    | 13    |
| 2022-2023             | Hambourg SV           | 2.Bundesliga          | 31          | 8           | 2                     | 2                     | -               | -               | 2        | 0        | 35    | 10    |
| 2023-2024             | Hambourg SV           | 2.Bundesliga          | 15          | 0           | 2                     | 0                     | -               | -               | -        | -        | 17    | 0     |
| Sous-total            | Sous-total            | Sous-total            | 46          | 8           | 4                     | 2                     | -               | -               | 2        | 0        | 52    | 10    |
| Total sur la carrière | Total sur la carrière | Total sur la carrière | 115         | 20          | 8                     | 2                     | 1               | 1               | 4        | 0        | 128   | 23    |

## Palmarès

### En club
Dynamo Dresde
- Championnat d'Allemagne de D3 (1) :
  - Champion : 2020-21.